# تد برنی
تد برنی (انگلیسی: Ted Birnie؛ ۲۵ اوت ۱۸۷۸ – ۲۱ دسامبر ۱۹۳۵) بازیکن فوتبال اهل بریتانیا بود.
از باشگاه‌هایی که در آن بازی کرده‌است می‌توان به باشگاه فوتبال نیوکاسل یونایتد، باشگاه فوتبال کریستال پالاس، باشگاه فوتبال چلسی، و باشگاه فوتبال تاتنهام هاتسپر اشاره کرد.